# Joseph Wirth

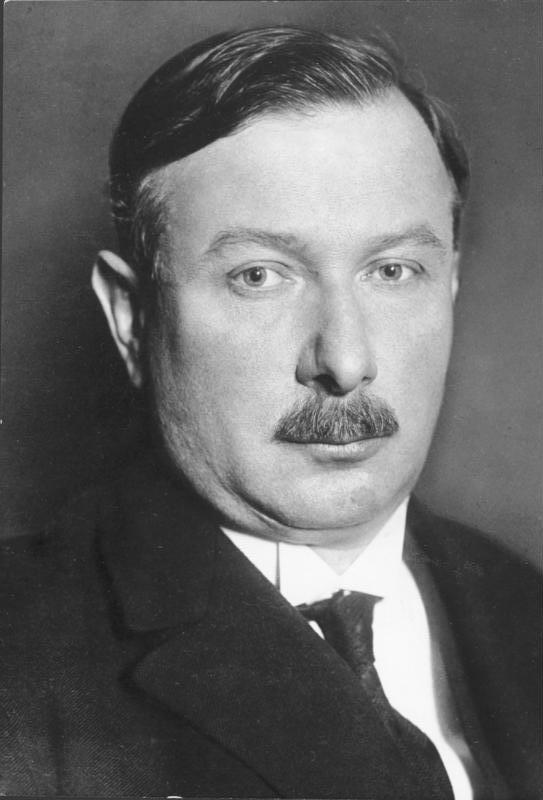
Joseph Wirth, ca. 1920

Karl Joseph Wirth (* 6. September 1879 in Freiburg im Breisgau; † 3. Januar 1956 ebenda) war ein deutscher Politiker (Deutsche Zentrumspartei) und vom 10. Mai 1921 bis zum 14. November 1922 Reichskanzler der Weimarer Republik. Bei seinem Amtsantritt war Wirth der jüngste deutsche Kanzler.
Der dem linken Flügel der katholischen Partei zugehörige Wirth wurde als „Erfüllungspolitiker“ beschimpft, da er im Prinzip die Zusammenarbeit mit den Siegern des Ersten Weltkriegs suchte. Allerdings ging er im April 1922, auch aus Verärgerung über geringe Zugeständnisse des Westens, auf ein Vertragsangebot Sowjetrusslands ein. Das Ergebnis war der Vertrag von Rapallo. In der frühen Bundesrepublik beteiligte Wirth sich an Wiedervereinigungsinitiativen und führte dazu auch Gespräche mit Politikern der DDR und der Sowjetunion.

## Kaiserzeit

Joseph Wirth (1906)

Joseph Wirth wurde 1879 als Sohn des Werkmeisters Karl Wirth und dessen Frau Agathe, geborene Zeller, in Freiburg geboren. Seine Eltern ermöglichten ihm und seinen beiden Brüdern eine höhere Schulbildung. Nach der Erlangung der Reifeprüfung begann er sein Studium der Sozialökonomie und der Mathematik an der Albert-Ludwigs-Universität Freiburg, wo er 1906 bei Ludwig Stickelberger promoviert wurde (Über die Elementarteiler einer linearen homogenen Substitution). 1908 fand er eine Anstellung als Professor am Realgymnasium in seiner Heimatstadt. 1909 war er einer der Gründer des Vinzenzvereins, einer katholischen Organisation zur Hilfe für sozial Benachteiligte. In dieser Zeit trat Wirth der Zentrumspartei bei, für die er ab 1912 in der Stadtverordnetenversammlung saß. Ein Jahr später zog er in die Badische Ständeversammlung ein. Im Februar 1914 wurde er Mitglied des Reichstags, er gewann die Stichwahl gegen den Karlsruher Stadtrat Leopold Kölsch. Nach Ausbruch des Ersten Weltkrieges meldete sich Wirth als Kriegsfreiwilliger. Er wurde für dienstuntauglich erklärt; daraufhin meldete er sich zum Roten Kreuz, für das er bis 1918 als Krankenpfleger an der Westfront tätig war.

## Weimarer Republik

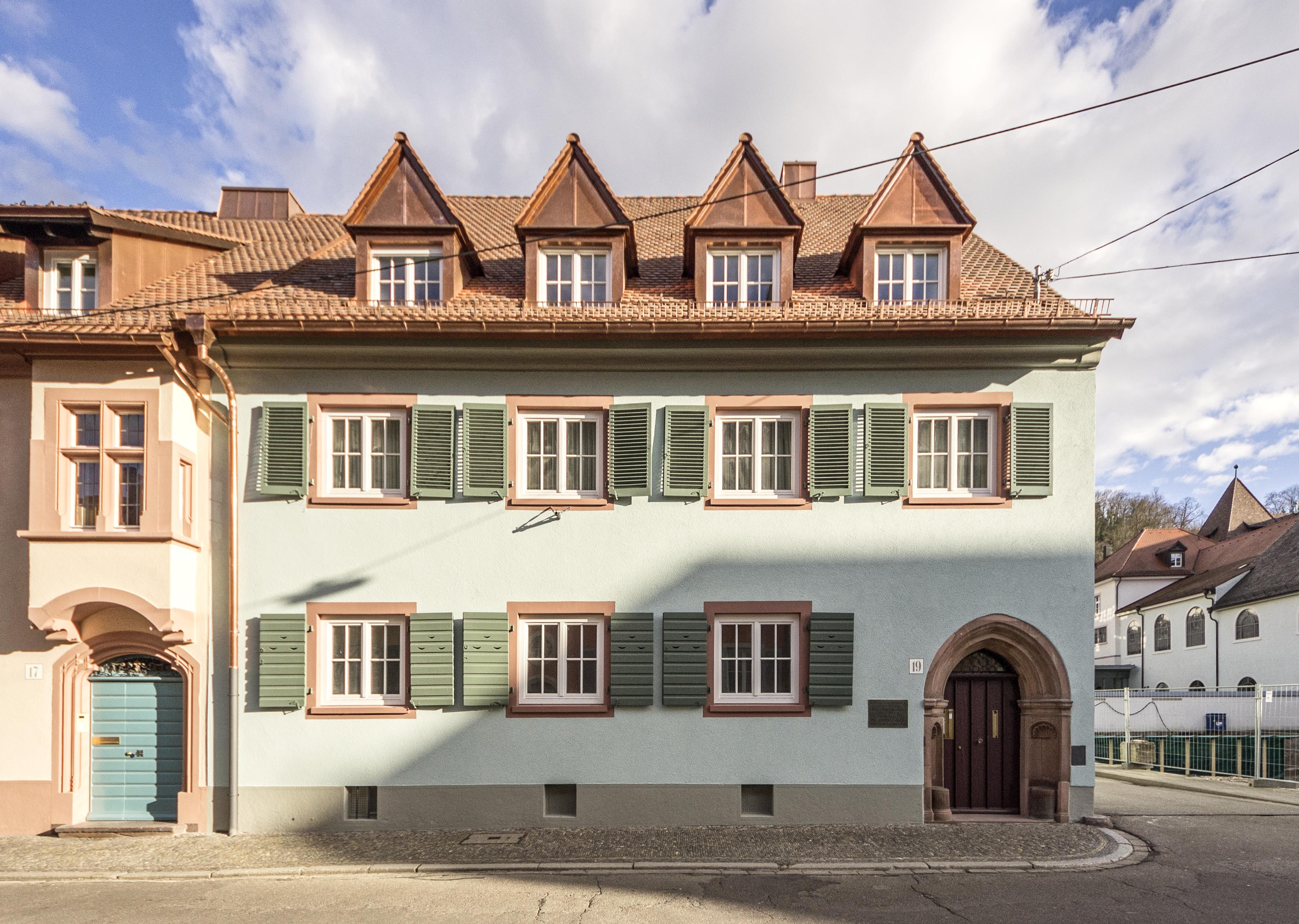
Wohnhaus von Joseph Wirth 1921 in der Altstadt (Freiburg im Breisgau)

Joseph Wirth begrüßte die Novemberrevolution 1918, obwohl er sich noch ein Jahr zuvor mit der Burgfriedenspolitik des Reichskanzlers Theobald von Bethmann Hollweg identifiziert hatte. 1918 wurde Wirth badischer Finanzminister. Nach dem Rücktritt Matthias Erzbergers berief Reichskanzler Hermann Müller den Freiburger als dessen Nachfolger im Amt des Reichsfinanzministers. Im Kabinett Fehrenbach arbeitete sich Joseph Wirth in die Materie der Reparationszahlungen ein. Nach dem Rücktritt der Regierung Constantin Fehrenbachs infolge des Londoner Ultimatums, in dem die Entente die Annahme des Reparationsplans verlangt hatte, stieg Joseph Wirth zum Reichskanzler auf.
Im Mai 1921 wurde der Wortführer des linken Zentrumsflügels mit 41 Jahren zum bis heute jüngsten deutschen Kanzler vereidigt. Anfangs hatte er weiterhin das Amt des Reichsfinanzministers inne. Seine Regierung stützte sich auf die sogenannte Weimarer Koalition aus den Parteien der Mitte: SPD, Zentrum und DDP. Das Kabinett Wirth I entschloss sich bald zur Annahme des Londoner Ultimatums, um an der Erfüllung der Forderungen deren praktische Unerfüllbarkeit zu demonstrieren. Wirth rechnete mit der völligen Überschreitung der volkswirtschaftlichen Leistungsfähigkeit des Reiches, weshalb die Reparationszahlungen ohnehin revidiert werden würden. Rechte Kreise bekämpften die Erfüllungspolitik des Reichskanzlers auf das schärfste. Der Versuch, die Reparationsforderungen zu erfüllen, überforderte die bereits durch den Wiederaufbau hoch verschuldete Reichsregierung zunehmend. Die Aufnahme immer neuer Kredite trieb die Staatsverschuldung weiter in die Höhe. Die Reichsbank reagierte durch zunehmenden Druck von Banknoten und durch steigende Geldüberweisungen an die Regierung. Die Instabilität der Weimarer Republik nach den Fememorden an Karl Gareis, Matthias Erzberger und Walter Rathenau und die Androhung der Ruhrbesetzung durch die Franzosen zur Eintreibung der Reparationszahlungen im Jahr 1923 führten schließlich zu einer Hyperinflation. Die dadurch verursachte Verarmung der Bevölkerung trug dazu bei, das Vertrauen in die Republik zu untergraben und die Nationalsozialisten zu stärken.
Nachdem sich bei der Volksabstimmung in Oberschlesien vom 20. März 1921 eine 60-%-Mehrheit für den Verbleib in den bestehenden Grenzen ausgesprochen hatte, beschloss der Völkerbundsrat gemäß einer eigens im Versailler Vertrag vorgesehenen Möglichkeit, das industriell bedeutsame Ostoberschlesien Polen zuzuteilen. Aus Protest gegen die in den Augen der deutschen Regierung gegen das Selbstbestimmungsrecht der Völker verstoßende Regelung trat das erste Kabinett Wirth zurück.

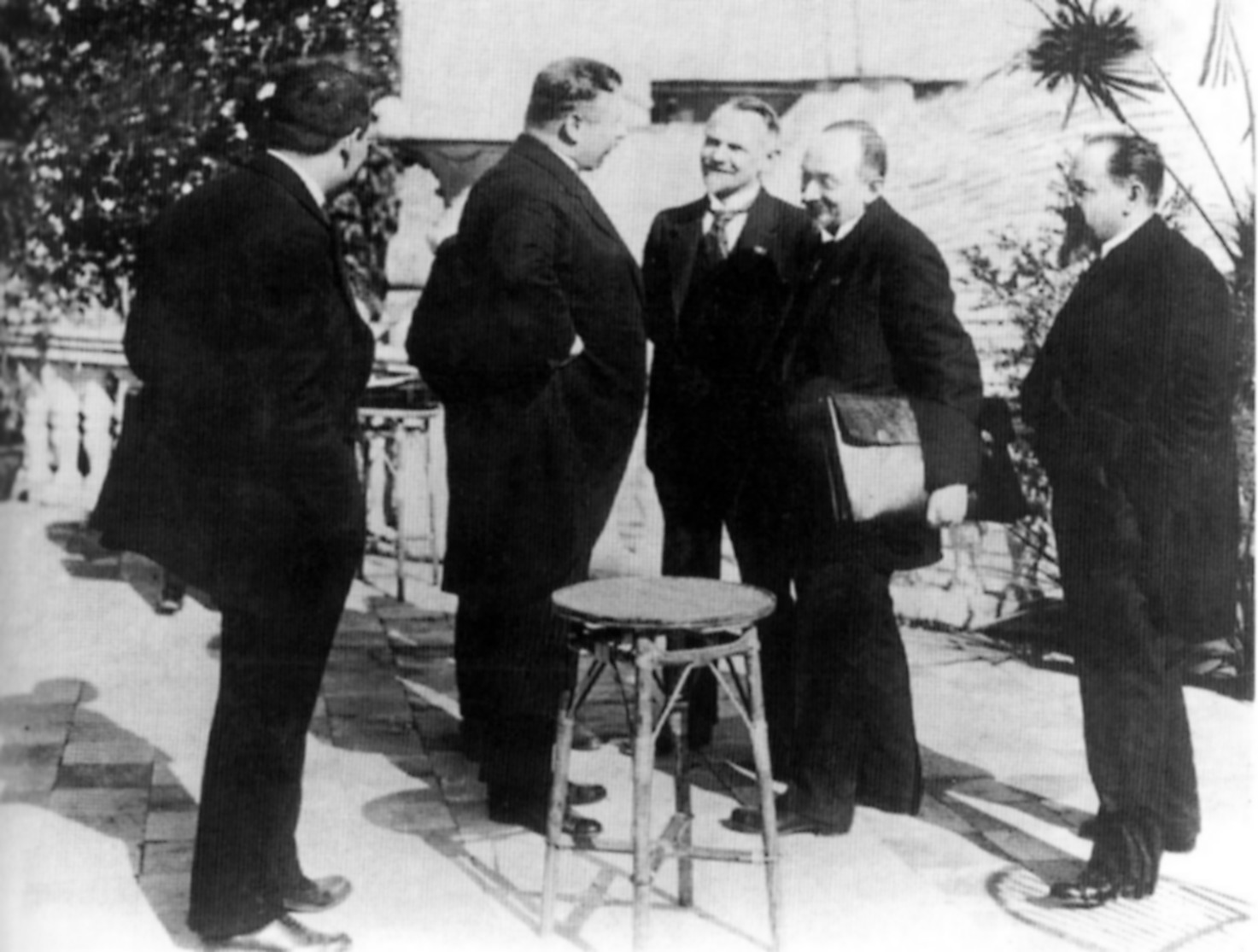
Joseph Wirth (2. v. l.) in Rapallo

Reichspräsident Friedrich Ebert beauftragte erneut Wirth mit der Regierungsbildung. Im Oktober 1921 nahm das Kabinett Wirth II die Arbeit auf. Die entscheidende personelle Veränderung war auf dem Gebiet der Außenpolitik zu verzeichnen: Außenminister Friedrich Rosen wurde – nachdem kurzzeitig Wirth selbst dieses Amt innehatte – durch Walther Rathenau abgelöst. Im April 1922 nahm eine deutsche Delegation unter Wirth und Rathenau erstmals wieder gleichberechtigt an der Weltwirtschaftskonferenz in Genua teil. Am 16. April kam es auf Initiative Rathenaus zum überraschenden Abschluss des bedeutenden Vertrags von Rapallo. Darin erkannten sich die Russische Sozialistische Föderative Sowjetrepublik (späteres Gründungsmitglied der Sowjetunion) und das Deutsche Reich völkerrechtlich an und verzichteten auf Reparationszahlungen. Dies stellte für das Deutsche Reich eine stückweite Wiedererlangung der Souveränität dar. Wirth äußerte intern, das Zusammengehen mit Russland erlaube es, dass Polen „zertrümmert“ werde.
Der diplomatische Erfolg des Kabinetts Wirth schmälerte aber nicht den Hass der Rechtsextremen auf die Erfüllungspolitik. Nach der Ermordung Rathenaus am 24. Juni 1922 trat Wirth vor den Reichstag und rief am Ende seiner sehr emotionalen Rede, nach rechts zeigend, die bis heute bekannten Worte:

„Da steht der Feind, der sein Gift in die Wunden eines Volkes träufelt. – Da steht der Feind – und darüber ist kein Zweifel: dieser Feind steht rechts!“

Dieser Auftritt beeindruckte auch Harry Graf Kessler, der seinen ungünstigen früheren Eindruck von einer persönlichen Begegnung ausdrücklich revidierte: „Schließlich hatte er drei Fünftel des dichtgefüllten Hauses auf den Beinen und gegen die Rechte gewendet, die blaß und schweigend dasaß wie auf einer Angeklagtenbank. […] Man fühlt, es kommt eben wirklich aus der Tiefe seiner Überzeugung: Ich habe dem Mann Unrecht getan; er ist doch jemand.“ Als Wirth wenige Wochen später am 11. Juli eine Rede für die Annahme des Republikschutzgesetzes durch die Parteien des Reichstags hielt, kam er auch auf einen Hetzartikel des deutschnationalen Abgeordneten Wilhelm Henning zu sprechen, der sich mit Bezug auf den allseits geachteten Rathenau ereifert hatte, die deutsche Ehre sei verloren, seit sie in die Hände eines Juden geraten sei. Wirth bezeichnete es als unerhört, dass solche Verleumdungen ausgesprochen werden könnten, und sprach sein Bedauern darüber aus, dass die deutschnationale Partei nicht den Mut gefunden habe, sich von solchen Mitgliedern zu trennen.
Als am 14. November 1922 der Versuch, alle demokratischen Kräfte von SPD bis DVP in einer Koalition zu einigen, scheiterte, trat Reichskanzler Joseph Wirth zurück.
In den folgenden Jahren setzte sich der Altkanzler für die Republikschutzorganisation Reichsbanner Schwarz-Rot-Gold ein. Zudem gab er die Zeitschrift Deutsche Republik heraus, während er weiterhin Abgeordneter blieb. Im August 1925 ging die Zentrumspartei in der Regierung Luther I erstmals eine Koalition mit der DNVP ein, weshalb Wirth aus der Reichstagsfraktion austrat. Hermann Müller reaktivierte ihn für das Amt des Reichsministers für die besetzten Gebiete in der ersten Großen Koalition. In der Regierung Heinrich Brüning bekleidete Wirth das Amt des Reichsinnenministers (1930/31), das vorher von Carl Severing (SPD) geführt worden war. In diesem einen Jahr fungierte er als Vermittler zwischen dem Reichskanzler und der SPD, bei der sich der Altkanzler großer Beliebtheit erfreute.
Im Jahr 1931 schied Joseph Wirth auf persönliches Betreiben des Reichspräsidenten Paul von Hindenburg, dem der Badener als zu links gerichtet galt, aus dem Kabinett aus.

## Zeit des Nationalsozialismus
Im März 1933 stand das Ermächtigungsgesetz im Reichstag zur Debatte, das er in einer leidenschaftlichen Rede ablehnte. Am 24. März 1933, nach der Annahme des Ermächtigungsgesetzes, dem die Zentrumsfraktion einschließlich Wirth selber aufgrund des verfügten strikten Fraktionszwangs geschlossen zustimmte, verließ der entschiedene Gegner der nationalsozialistischen Ideologie das Deutsche Reich und emigrierte in die neutrale Schweiz.
Wirth erwarb eine Villa in Luzern und reiste zu Gesprächen mit führenden Staatsmännern durch Frankreich und Großbritannien. Auf einer Reise entlang der Ostküste der USA hielt er Vorträge an der Universität Harvard, wo er mit dem im amerikanischen Exil lebenden Altkanzler Brüning zusammentraf, und in Princeton, um über die Methoden des NS-Regimes aufzuklären. Von 1935 bis 1939 lebte Wirth in Paris. Danach kehrte er nach Luzern zurück. Er bemühte sich über persönliche Beziehungen nach Rom um eine gegen die antisemitische Politik Deutschlands gerichtete Stellungnahme des Vatikans. Auf seine Initiative ging z. B. die Denkschrift Die Kirche Christi und die Judenfrage zurück, die 1937 in der österreichischen Zeitschrift Die Erfüllung erschien und alle Christen, besonders aber den Papst und die römische Kurie, zu einer öffentlichen Stellungnahme gegen die Judenverfolgung in Deutschland aufrief. Außerdem unterhielt er Kontakte zu den Widerstandsgruppen Solf-Kreis und Kreisauer Kreis.
Gemeinsam mit den Sozialdemokraten Otto Braun, Wilhelm Hoegner und Heinrich Ritzel entwickelte er ab 1942 Konzepte zur Gestaltung Deutschlands nach dem Kriegsende. Auf dieser Basis gründete er noch in der Schweiz 1945 zusammen mit Braun und Ritzel die Arbeitsgemeinschaft „Das Demokratische Deutschland". Hoegner wurde am 28. September Ministerpräsident in Bayern.“.

## Bundesrepublik

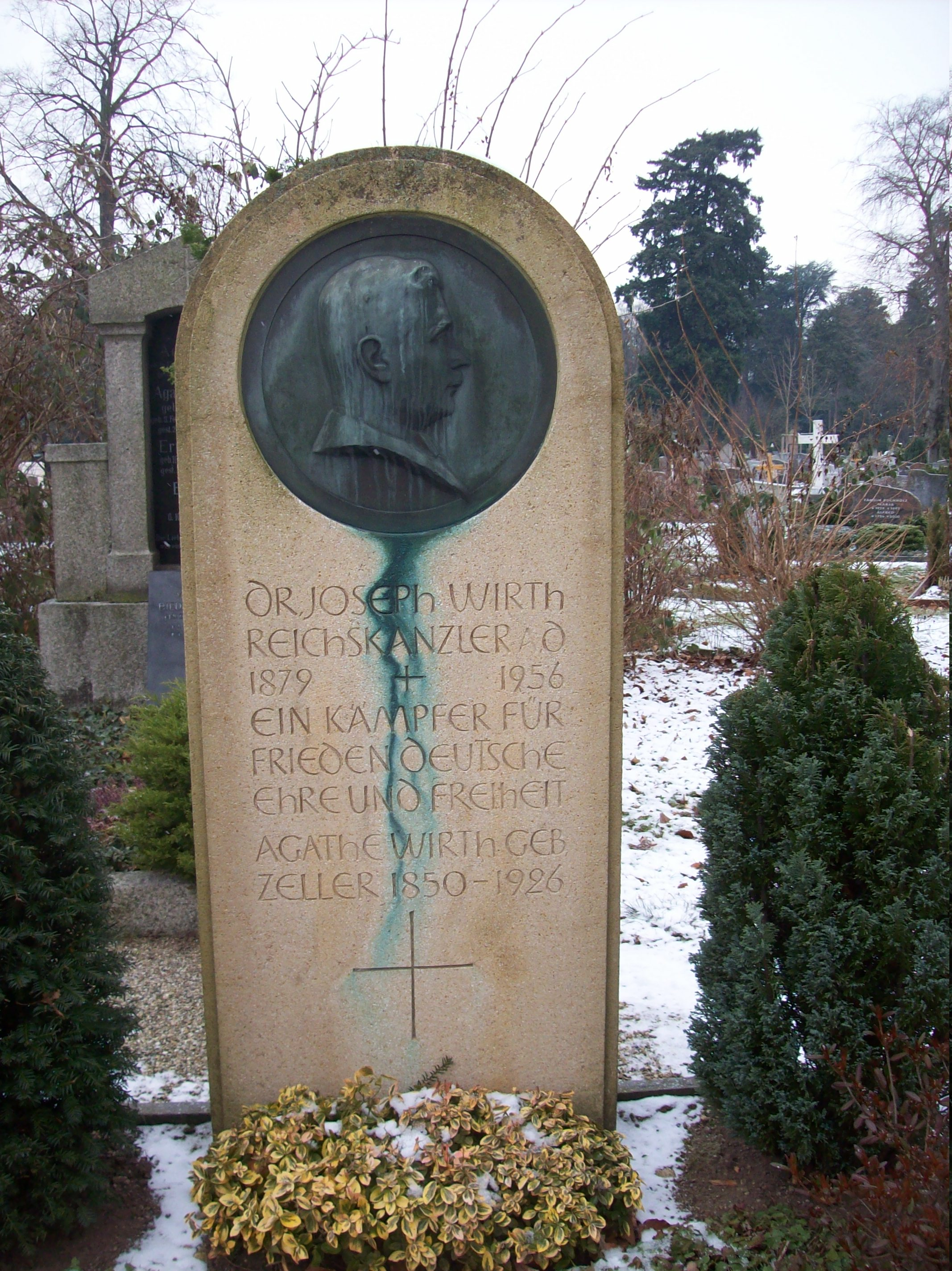
Grab Joseph Wirths auf dem Freiburger Hauptfriedhof

1949 kehrte Joseph Wirth in seine Heimat zurück, nachdem die französischen Besatzungsbehörden dies bis dato verhindert hatten. Er lehnte die Politik Konrad Adenauers ab, da diese die Teilung Deutschlands zementiere. Daher gründete Wirth gemeinsam mit Wilhelm Elfes den neutralistischen „Bund der Deutschen“ (BdD) und die Deutsche Volkszeitung. Der Altkanzler war Gegner einer reinen Westintegration und glaubte in der Tradition von Rapallo an einen Ausgleich mit der Sowjetunion, obgleich er deren Politik nicht guthieß. Zu politischen Gesprächen weilte Wirth 1951 erstmals in Moskau.
Die Bundesrepublik verweigerte ihm aufgrund seiner Zusammenarbeit mit Kommunisten und Gesprächen mit Vertretern der DDR die Zahlung einer Rente, wie sie etwa Heinrich Brüning und Hans Luther erhielten. In der CIA-Akte The background of Joseph Wirth wird eine Tätigkeit als sowjetischer Agent behauptet. Die DDR billigte Wirth kleinere Finanzhilfen zu. 1954 wurde Wirth die Deutsche Friedensmedaille der DDR verliehen. 1955 erhielt er den Stalin-Friedenspreis.
1956 starb Joseph Wirth in seiner Heimatstadt Freiburg an Herzversagen.

## Stiftung
Nach Wirth benannt ist die Joseph-Wirth-Stiftung, Verein zur Förderung der Politik der friedlichen Koexistenz e. V., deren Vorsitzende seit 1998 Ulrike Hörster-Philipps ist und die 2012 ins Handelsregister beim Amtsgericht Freiburg eingetragen wurde.